# Хлібні закони

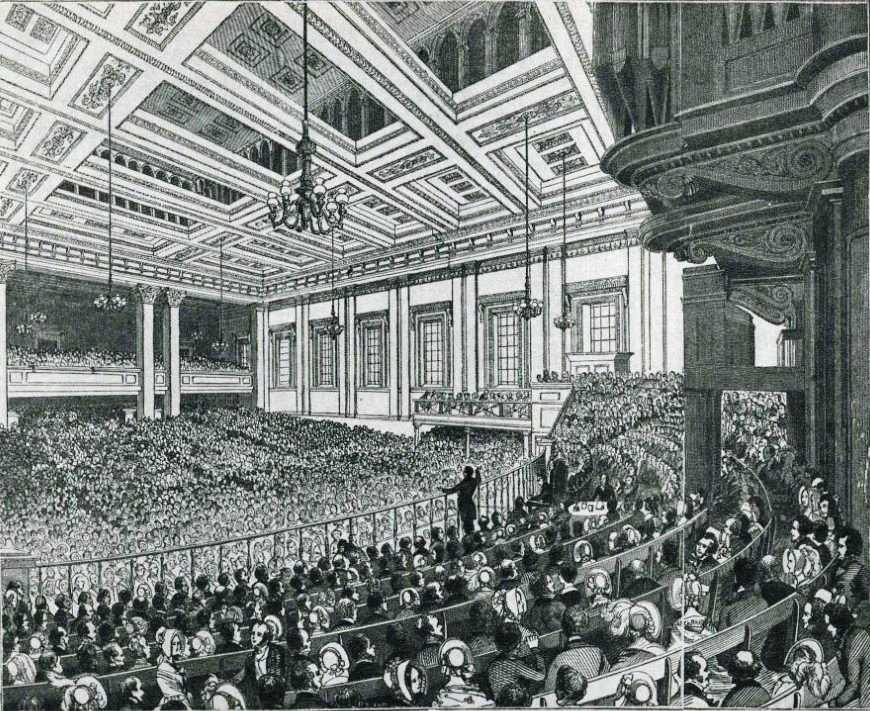
Нарада супротивників «хлібних законів» у 1846 році

«Зернові закони» (англ. Corn Laws) були чинними у період між 1815 і 1846 роками, були торговим бар'єром, який захищав англійських фермерів та землевласників від конкуренції з дешевим закордонним зерном. Бар'єр 1233 було введено законом про імпорт 1815 року (Importation Act 1815, 55 Geo. 3 c. 26) і скасовано законом про імпорт 1846 року (Importation Act 1846, 9 & 10 Vict. c. 22). Ці закони часто розглядаються як приклад британського меркантилізму і їх скасування відзначається як значний крок на шляху до вільної торгівлі. Хлібні закони збільшували прибуток великих землевласників-аристократів, забезпечували зайнятість населення у сільському господарстві, але обмежували зростання прибутку великих торгових компаній.